# Fåglanäsagölen
Fåglanäsagölen är en sjö i Vetlanda kommun i Småland och ingår i Emåns huvudavrinningsområde.